# Музей современного искусства (Белград)
Музей современного искусства (серб. Музеј савремене уметности) собирает и выставляет произведения югославского и сербского изобразительного искусства, скульптуры и графики с начала XX века. Расположен в месте слияния Савы и Дуная. Здание музея напоминает по форме кристалл. Памятник культуры.

## Описание и история
Музей был основан в 1958 году. Проект музея был разработан архитекторами Иваном Античем и Иванкой Распопович и был реализован в 1960 году. Окончательная отделка и решение организационных вопросов продолжались до 1965 года, когда совет временной галереи принял название Музей современного искусства. Помимо балканского, в музее выставлены образцы западного искусства, к примеру картины Энди Уорхола и Жоана Миро. Количество экспонатов достигает 35 тысяч.
Салон Музея современного искусства, открытый в 1961 году, проводит выставки авторов современного искусства.

### Коллекции
- Коллекция картин с 1900 по 1945 год.
- Коллекция картин с 1945 года.
- Коллекция скульптур.
- Коллекция гравюр и рисунков.
- Коллекция мультимедийного искусства (фотография, фильмы, видео).